# Àcid auricòlic
L'àcid auricòlic, de nom sistemàtic àcid (11Z,17Z)-14-hidroxiicosa-11,17-dienoic, és un àcid carboxílic amb de cadena lineal amb vint àtoms de carboni, un grup funcional hidroxil, {\displaystyle {\ce {C-OH}}}, al carboni 14, i dos dobles enllaços als carbonis 11 i 17, la qual fórmula molecular és {\displaystyle {\ce {C20H36O3}}}. En bioquímica és considerat un àcid gras rar, ja que només se'l troba en algunes plantes del gènere Physaria.

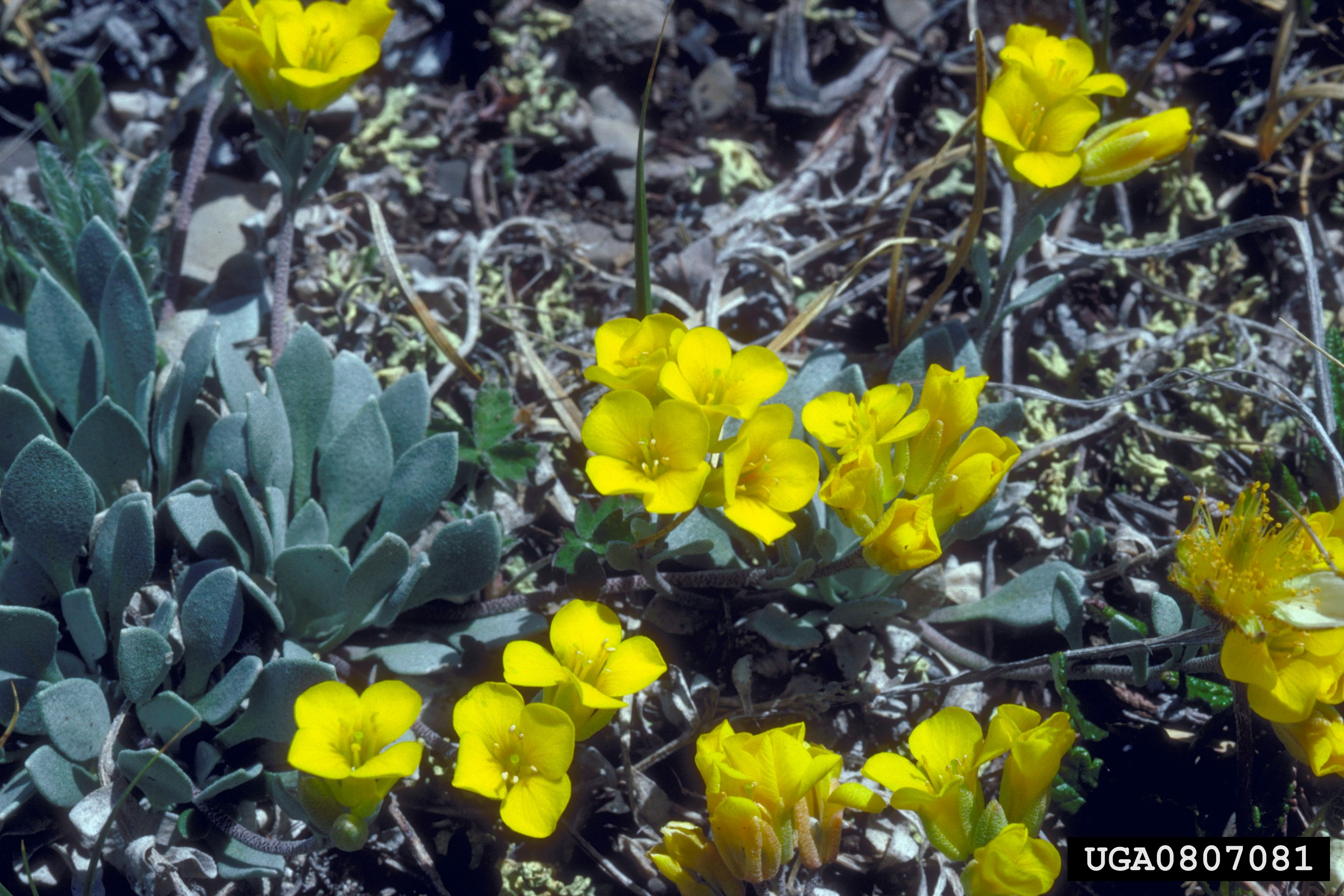
Physaria bellii en conté un 2,6 %

S'ha aïllat a Lesquerella auriculata, que el seu oli en conté entre un 16 i un 39,5 %; Lesquerella ludoviciana (6,2 %); Lesquerella calcicola (5,3 %); Physaria saximontana (4,8 %) i altres dels gèneres Lesquerella i Physaria (actualment agrupats en un únic gènere, el Physaria) en menor proporció.